# YATAMA
YATAMA (fills de la mare terra) són les sigles de Yapti Tasba Masraka Nanih Aslatakanka, un partit polític indígena de la costa atlàntica de Nicaragua.
YATAMA arrela en la MISURASATA (MISkito SUmo RAma SAndinista AslaTAkanka, «Unitat de Misquitos, Sumos, Rames i Sandinistes») i MISURA/KISAN («Unitat Indígena de la Costa Nicaragüenca»), organitzacions que van participar en la guerra dels contras contra el govern sandinistes. El 1988, després dels acords de pau, dirigents de MISURASATA i MISURA/KISAN a Hondures, Costa Rica i Miami van formar la YATAMA, unint per primera vegada els líders miskitos Steadman Fagoth i Brooklyn Rivera.
El partit ha participat en diverses eleccions des del 1990. Va obtenir el seu resultat millor en les eleccions a la costa atlàntica el 1990 guanyant 26 de 90 escons en el consell regional de la Regió Autònoma de l'Atlàntic Nord.